# Dorothea Keuler
Dorothea Keuler (* 28. Juli 1951 in Kirchheim unter Teck) ist eine deutsche Journalistin und Schriftstellerin.

## Leben und Wirken
Dorothea Keuler studierte an der Universitäten Freiburg, Würzburg und an der Eberhard Karls Universität Tübingen Erziehungswissenschaft und Empirische Kulturwissenschaft, außerdem Neuere Deutsche Literatur und Anglistik  Ihr Studium schloss sie mit der Magisterprüfung und der Prüfung zur Diplom-Pädagogin ab. Anschließend arbeitete sie nach einem Redaktionsvolontariat als Verlagslektorin, freie Journalistin und Volkshochschuldozentin. Als Schriftstellerin veröffentlicht sie neben kleineren Artikeln und Hörspielen vor allem Bücher zu historischen Frauenthemen, die sich an ein breites Publikum richten.

## Schriften (Auswahl)
- Undankbare Arbeit. Die bitterböse Geschichte der Frauenberufe. Attempto-Verlag, Tübingen 1993, ISBN 3-89308-193-3 (2. Aufl. 1996).
- Die wahre Geschichte der Effi B. Ein Melodram. Haffmans, Zürich 1998, ISBN 3-251-00390-9.
- Verlorene Töchter. Historische Skandale aus Baden und Württemberg. 2. Aufl. Silberburg-Verlag, Tübingen 2009, ISBN 978-3-87407-840-5.
- Provokante Weibsbilder. Historische Skandale aus Baden und Württemberg. Silberburg-Verlag, Tübingen 2011, ISBN 978-3-8425-1134-7 (2. Aufl. 2013, ISBN 978-3-8425-1134-7).
- Aus der Reihe getanzt. Skandalöse Paare aus Baden und Württemberg. Silberburg-Verlag, Tübingen 2013, ISBN 978-3-8425-1255-9.
- Beherzte Schwestern. Südwestdeutsche Klosterfrauen aus sechs Jahrhunderten. Silberburg-Verlag, Tübingen 2016, ISBN 978-3-8425-1499-7.
- Wort gewordenen Stadt. Tübingen als Romanschauplatz. In: Tübinger Blätter, Bd. 106 (2020), S. 55–59.
- Die Schriftstellerin Utta Keppler. Eine schwäbische Biografie fast über ein Jahrhundert. In: Tübinger Blätter, Bd. 111 (2025), S. 38–42.

Außerdem zahlreiche Aufsätze, Artikel und Rezensionen in Zeitschriften und Zeitungen.